# Na dzikich stepach za Bajkałem

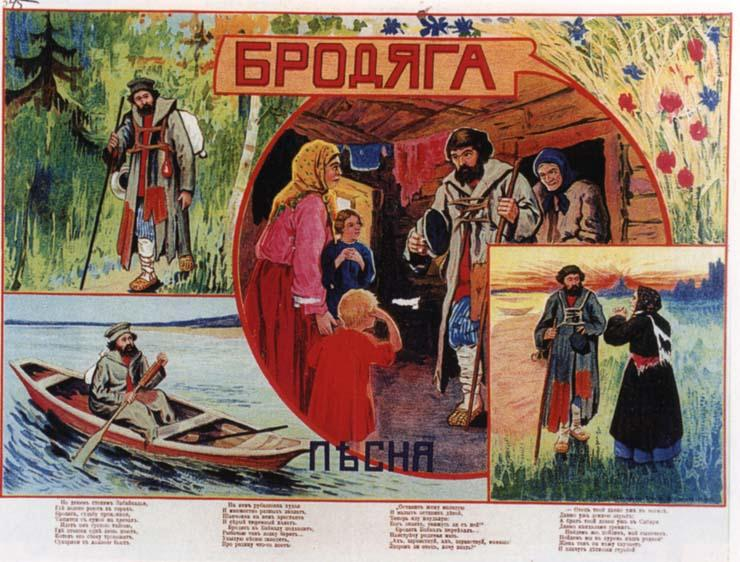
Pieśń „Bradziaga”

Pieśń „Na dzikich stepach za Bajkałem” (ros. „По диким степям Забайкалья”), znana także pod nazwą „Brodiaga” (ros. „Бродяга”, w wersji spolszczonej „Bradziaga” czyli „Włóczęga”) to tradycyjna rosyjska pieśń ludowa. 
Pieśń ta zdobyła dużą popularność na początku XX wieku, ale w środowisku więziennym Syberii była znana już od lat 80. XIX wieku. Jej autorstwo nie zostało dostatecznie ustalone. W dyskografii, która datuje się od początku XX wieku występuje zwykle pod tytułem Бродяга a jako autora słów wymienia się I. K. Kondratiewa (ros. И. К. Кондратьев). Pieśń występuje w wielu (mniej lub bardziej różniących się) wersjach.
Z polskich wykonawców śpiewał ją w rosyjskiej wersji m.in. Czesław Niemen (wydana w 1975 na pocztówce dźwiękowej pt. Włóczęga).
Interpretacje i wykonania różnią się od siebie. Zwykle dwa ostatnie wersy każdej zwrotki są powtarzane dwa razy. Często solista śpiewa sam całą zwrotkę, natomiast razem z chórem powtarza właśnie te dwa ostatnie wersy. Spotyka się też wykonania piosenki nie zawierające tych powtórzeń.

## Tekst
Pieśń opowiada historię zesłańca (być może uwięzionego za poglądy polityczne), który zbiegłszy z więzienia wędruje przez stepy i góry Kraju Zabajkalskiego, by w końcu przepływając jezioro Bajkał spotkać się z matką. Od niej dowiaduje się, że jego ojciec już nie żyje, a brat (tak jak i on do tej pory) dzwoni kajdanami na zesłaniu, gdzieś na Syberii.
Z dłuższej wersji piosenki dowiadujemy się, że zesłaniec tęsknił nie tylko za rodzinnymi stronami, ale także za żoną i dziećmi. Z ostatniej zwrotki wynika, że żona tęskni, a dzieci płaczą [z tęsknoty]. 

### Wersja podstawowa

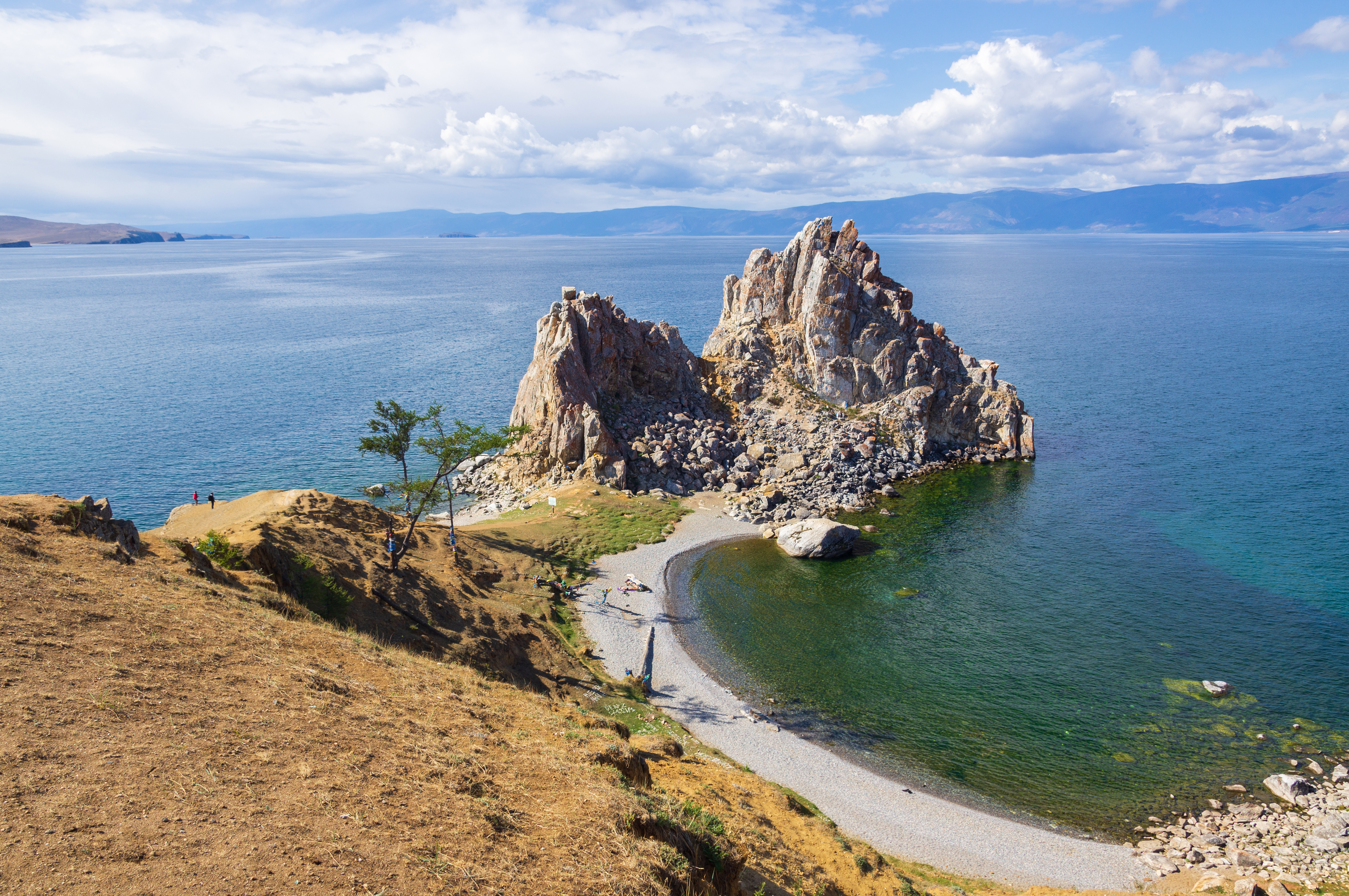
Jezioro Bajkał

По диким степям Забайкалья,
Где золото роют в горах,
Бродяга, судьбу проклиная,
Тащился с сумой на плечах.
Бежал из тюрьмы тёмной ночью,
В тюрьме он за правду страдал.
Идти дальше нет уже мочи –
Пред ним расстилался Байкал.
Бродяга к Байкалу подходит,
Рыбацкую лодку берёт
И грустную песню заводит,
Про Родину что-то поёт.
Бродяга Байкал переехал,
Навстречу родимая мать.
«Ах, здравствуй, ах, здравствуй, родная,
Здоров ли отец мой и брат?»
«Отец твой давно уж в могиле,
Землёю засыпан лежит,
А брат твой давно уж в Сибири,
Давно кандалами гремит».

### Wersja rozszerzona

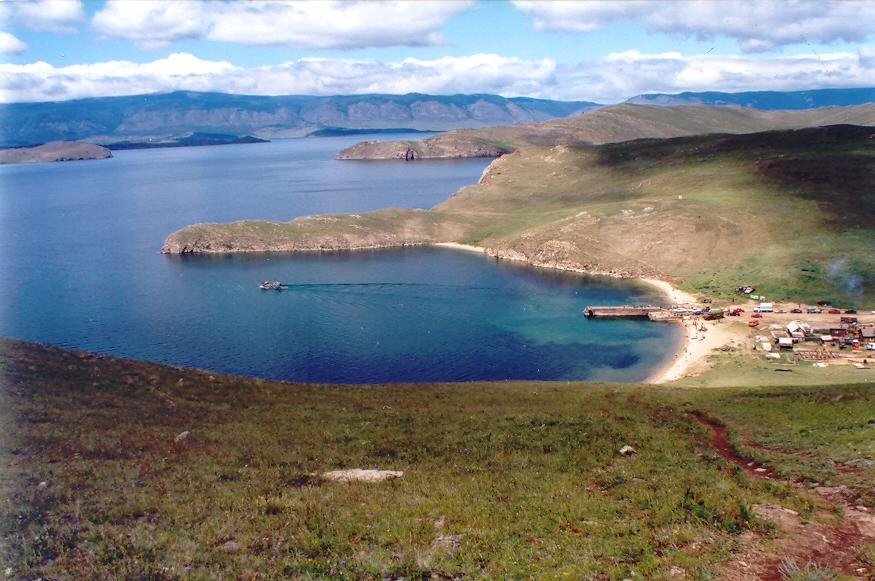
Jezioro Bajkał. Widok na jedną z przystani promu.

По диким степям Забайкалья,
Где золото роют в горах,
Бродяга, судьбу проклиная,
Тащился с сумой на плечах.
На нём рубашонка худая,
И множество разных заплат,
Шапчонка на нём арестанта
И серый тюремный халат.
Бродяга к Байкалу подходит,
Рыбацкую лодку берёт.
И грустную песню заводит -
Про родину что-то поёт:
«Оставил жену молодую
И малых оставил детей,
Теперь я иду наудачу,
Бог знает, увижусь ли с ней!»
Бродяга Байкал переехал,
Навстречу - родимая мать.
«Ах, здравствуй, ах, здравствуй, мамаша,
Здоров ли отец мой да брат?»
«Отец твой давно уж в могиле,
Сырою землею закрыт.
А брат твой давно уж в Сибири,
Давно кандалами гремит».
Пойдём же, пойдём, мой сыночек,
Пойдём же в курень наш родной,
Жена там по мужу скучает,
И плачут детишки гурьбой».